# Art Zeller
Art „Artie“ Zeller (* 1930 in New York City; † 19. April 1999) war ein US-amerikanischer Bodybuilder und Fotograf.

## Leben
Zeller wurde als Sohn des Kantors einer jüdischen Gemeinde in Brooklyn geboren. Er arbeitete als Angestellter bei der Post und begann in den vierziger Jahren mit dem Bodybuilding. So trainierte er im Eastside Barbell Club im gleichnamigen Stadtteil. Er erfand eine Übung mit Kurzhanteln, die als „Zeller Curl“ bekannt wurde. In den fünfziger Jahren posierte er für Fotos in Bodybuilding-Zeitschriften und sogenannten Physique-Magazinen, die sich an ein homosexuelles Publikum richteten. Darüber lernte er den renommierten Szene-Fotografen Lon of New York (eigentlich Alonzo James Hanagan) kennen. Für ihn wirkte Zeller als Darsteller in dem homoerotischen Kurzfilm „Days of Greek Gods“ mit. Unter Lons Einfluss begann Zeller selbst mit dem Fotografieren. Als Freiberufler fotografierte er Bodybuilder für die Magazine von Joe Weider. Dabei verzichtete er auf die homosexuelle Erotik, die in den fünfziger Jahren in der Bodybuilding-Fotografie dominiert hatte, und machte so die Fotos für ein breiteres Publikum attraktiv. In den sechziger und siebziger Jahren wurde er so zum Chronisten des Bodybuilding-Booms, wo er am Muscle Beach und in Gold’s Gym die Sportler fotografierte. Joe Weider beschrieb Zellers Talent so: „Technically speaking, Artie was more of a gifted amateur than a polished pro. But his rapport with the guys and his deep understanding made his pictures something special.“ Bei der Ankunft von Arnold Schwarzenegger in Kalifornien im Jahr 1968 betreute Zeller ihn in den ersten Tagen im Auftrag von Joe Weider. Daraus entwickelte sich eine lebenslange Freundschaft. Schwarzenegger beschrieb Zeller so: „Besides being a natural with languages, he was a walking encyclopedia and an expert chess player. He was a die-hard Democrat, liberal, and total atheist.“
Im Jahr 2000 stiftete das Magazin Iron Man den Art Zeller Award for Artistic Achievement für Verdienste um das Bodybuilding.